# Haus Schlachte 36
Das Haus Schlachte 36 in Bremen-Mitte, auch Langenstraße 72, gehört zu den bedeutenden Bremer Bauwerken.

## Geschichte
Das fünf- bis sechsgeschossige Haus an der Schlachte und der Langenstraße wurde 2005 als Design-Hotel ÜberFluss mit 51 Zimmern und Restaurant nach Plänen der Architekten Ute Kastens und Uwe Siemann (Bremen) für die Firma Kastens und Specht GbR direkt an der Weser gebaut. Es ist ein Gebäude, das die Schlachte und die Langenstraße miteinander verbindet. Die Gliederung zur Weserseite erfolgte entsprechend den drei historischen Parzellen, wobei ein älterer Gebäudeteil geschickt in das Ensemble einbezogen wurde. Die modernen, nicht historisierenden, Fassaden aus Glas und Platten vermitteln zu den historischen Fassadenelementen. Das Haus erhielt 2006 beim BDA-Preis Bremen eine Anerkennung mit der Bemerkung: Ein „gelungener Dialog zwischen der Architektur und der modernen Innengestaltung“.
Der architekturführer bremen schreibt dazu: „Die Innengestaltung (Künstler: Concrete Amsterdam) fügt Design-Klassiker und edle Materialien zu einem stimmungsvollen Gesamtkunstwerk.“

## Archäologischer Befund

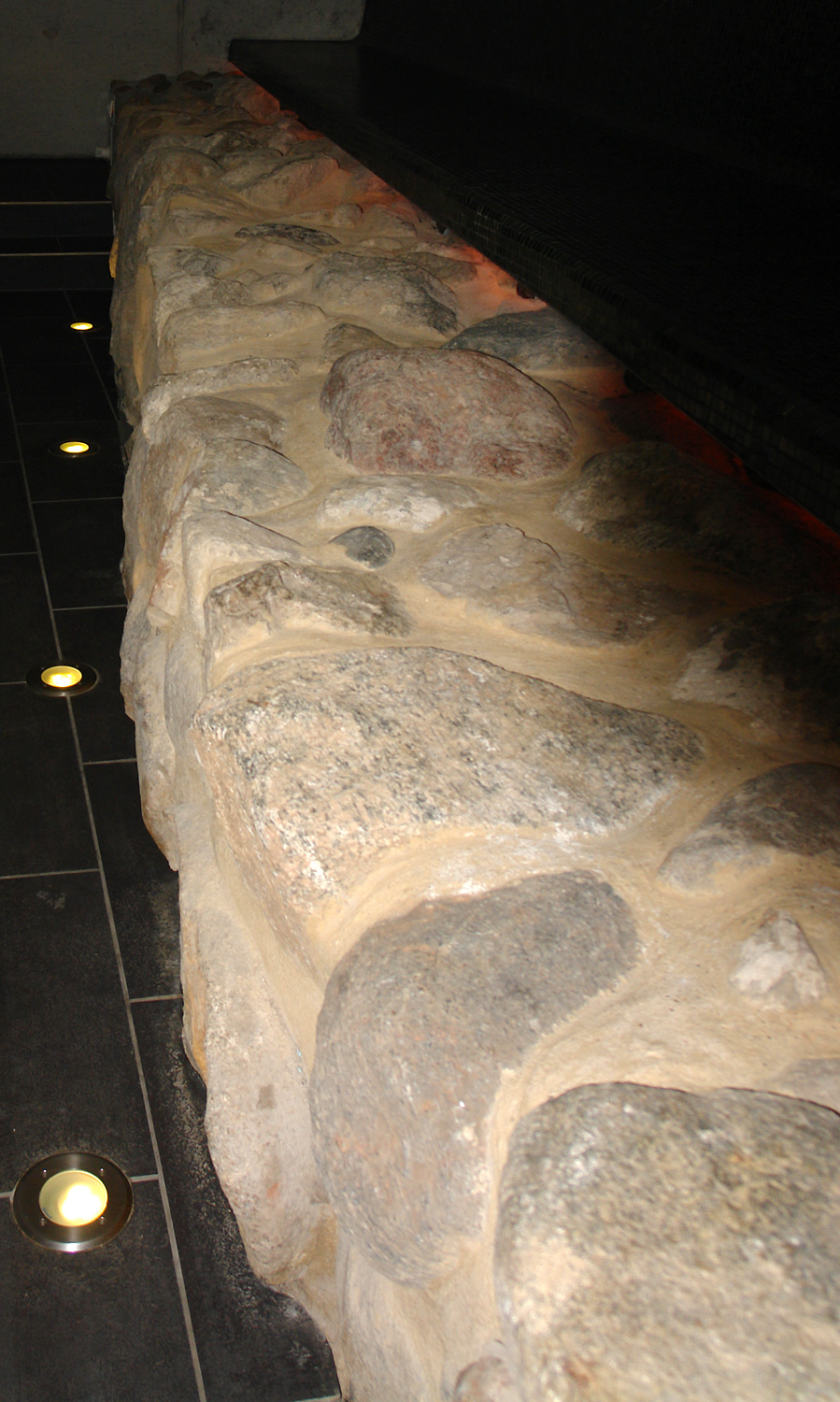
Freigelegte Mauerreste im Wellnessbereich des Hotels

Bei der Bauvorbereitung wurde aus Findlingen bestehendes Mauerwerk erschlossen. Die erste Einordnung als Teil der Stadtmauer wurde später berichtigt: Tatsächlich wurden die Fundamente von drei nebeneinander stehenden Steinhäusern aus romanischer Zeit freigelegt.
Die Funde erlauben den Schluss, dass die gemeinsame weserseitige Fassade der drei Häuser den Charakter einer Stadtbefestigung hatte. Schmuck und andere Gegenstände an diesem Fundplatz weisen auf Wohlstand und Einfluss der einst hier ansässigen Kaufleute hin.